# Бурджо
Бу̀рджо (на италиански: Burgio; на сицилиански: Burgiu, Бурджу) е малко градче и община в Южна Италия, провинция Агридженто, автономен регион и остров Сицилия. Разположено е на 317 m надморска височина. Населението на общината е 2801 души (към 2010 г.).